# Pentadiplandra brazzeana
Pentadiplandra brazzeana là loài cây bụi hay dây leo duy nhất trong chi Pentadiplandra, hiện nay được hệ thống APG III năm 2009 đặt trong họ Pentadiplandraceae Hutchinson & Dalziel.
Loài cây này trong ngôn ngữ bản xứ gọi là "oubli". Nó được phát hiện lại năm 1985 bởi Marcel và Anette Hladik, cả hai khi đó đều làm việc tại Bảo tàng Tự nhiên Quốc gia Paris và nghiên cứu tập tính ăn uống của linh trưởng lớn tại Gabon. Họ công bố phát hiện của mình trong các tạp chí khoa học và khởi đầu cho sự quan tâm toàn cầu trong nghiên cứu bí ẩn về độ ngọt của các quả mọng của loài Pentadiplandra brazzeana.
Loài cây này có ở Angola, Cộng hòa Dân chủ Congo, Cộng hòa Trung Phi, Cộng hòa Congo, Cameroon, Gabon và Nigeria.
Hai protein có vị ngọt cao đã được phát hiện trong quả của loài này là pentadin (năm 1989) và brazzein (năm 1994).

## Sử dụng
Loài thực vật này mọc ở Gabon và Cameroon, nơi quả của nó thường được các loài linh trưởng lớn và người dân bản địa ăn trong một thời gian dài. Các quả mọng của nó là ngọt kỳ lạ tới mức người châu Phi tại khu vực này gọi chúng là "oubli" (từ tiếng Pháp, có nghĩa là "quên") do vị ngọt của chúng giúp những đứa trẻ đang bú sữa mẹ quên đi sữa của mẹ chúng